# Okręg wyborczy Easington
Okręg wyborczy Easington powstał w 1950 r. i wysyła do brytyjskiej Izby Gmin jednego deputowanego. Okręg wschodnią część hrabstwa Durham z miastami Peterlee i Seaham.

## Deputowani do brytyjskiej Izby Gmin z okręgu Easington
- 1950–1970: Manny Shinwell, Partia Pracy
- 1970–1987: Jack Dormand, Partia Pracy
- 1987– : John Cummings, Partia Pracy